# قلعة دياويو
قلعة دياويو (بالصينية المبسطة: 钓鱼城؛ بالصينية التقليدية: 釣魚城) هي قلعة تابعة لسونغ الجنوبية، تقع في مقاطعة هيتشوان الحالية، تشونغتشينغ، الصين.
وهي مصنفة في القائمة الرابعة للمواقع التاريخية والثقافية الرئيسية المحمية على المستوى الوطني منذ 26 نوفمبر 1996، تشونغتشينغ، تحت العنوان رقم 55.
توفي إمبراطور المغول، مونكو خاجان، هناك في عام 1259 أثناء حصاره.

## صور

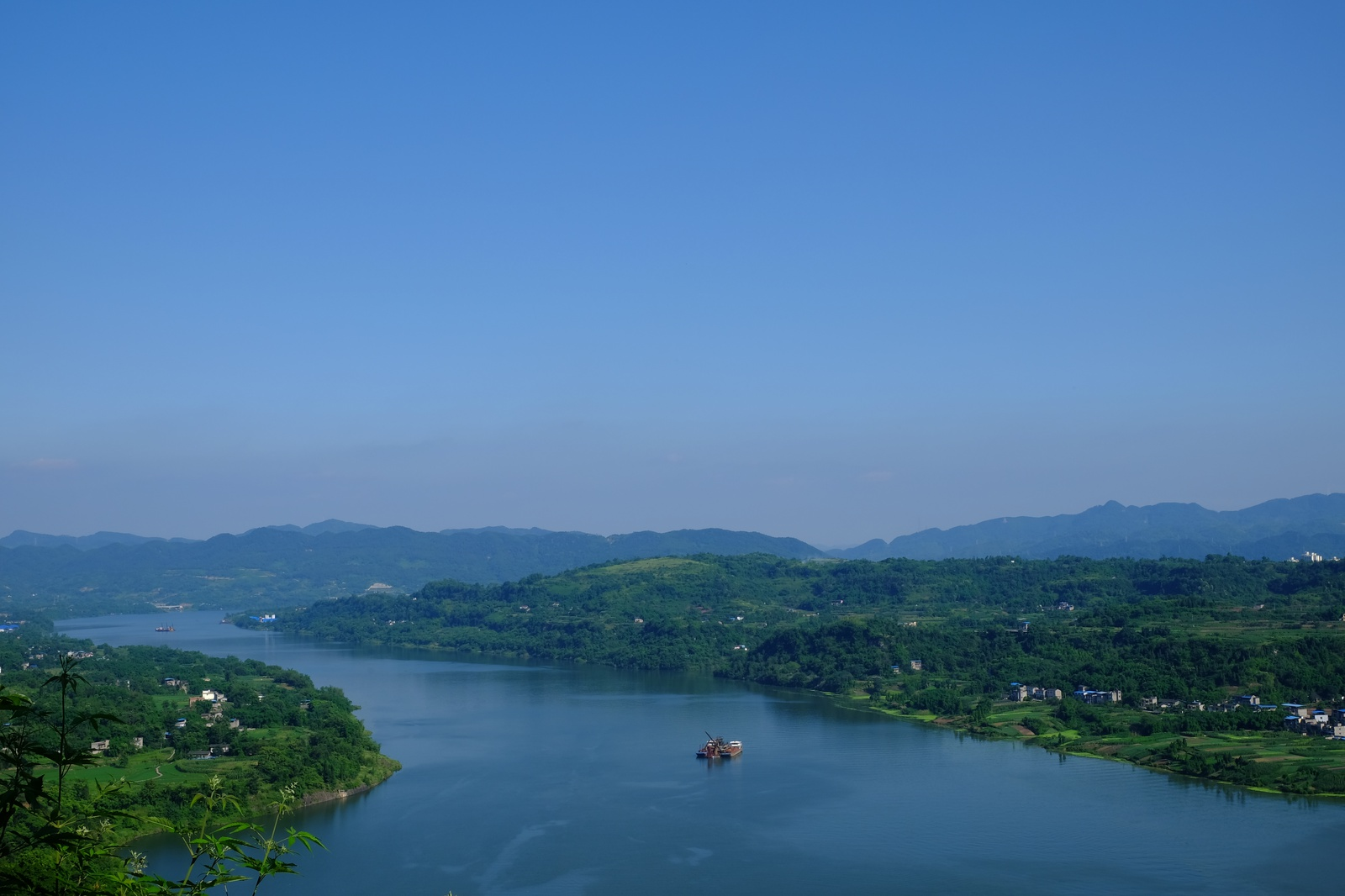
منظر للنهر من القلعة
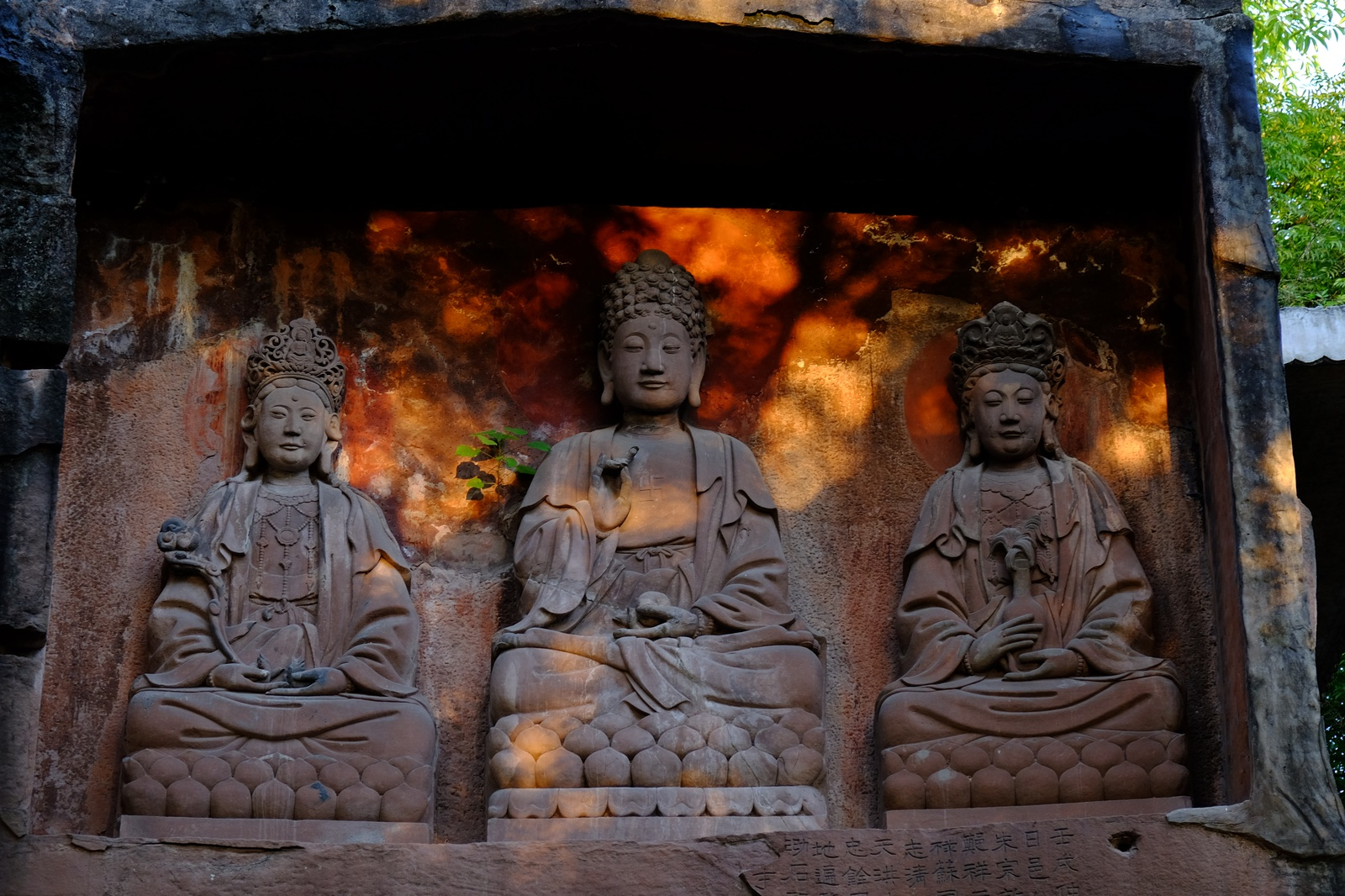
معبد بوذي